# Kiểm tra Miller-Rabin
Kiểm tra Miller-Rabin là một thuật toán xác suất để kiểm tra tính nguyên tố cũng như các thuật toán kiểm tra tính nguyên tố: Kiểm tra Fermat và Kiểm tra Solovay-Strassen. Nó được đề xuất đầu tiên bởi Gary L. Miller như một thuật toán tất định, dựa trên giả thiết Riemann tổng quát; Michael O. Rabin đã sửa chữa nó thành một thuật toán xác suất.
Khi sử dụng kiểm tra Miller-Rabin chúng ta căn cứ vào một mệnh đề Q(p, a) đúng với các số nguyên tố p và mọi số tự nhiên {\displaystyle a\in A\subset \mathbb {N} } và kiểm tra xem chúng có đúng với số n muốn kiểm tra và một số {\displaystyle a\in A} được chọn ngẫu nhiên hay không. Nếu mệnh đề Q(n, a) không đúng, tất yếu n không phải là số nguyên tố, còn nếu Q(n, a) đúng, số n có thể là số nguyên tố với một xác suất nào đó. Khi tăng số lần thử, xác suất để n là số nguyên tố tăng lên.

## Tiêu chuẩn kiểm tra Q(n, a)

### Căn bậc hai của 1 trongZp{\displaystyle \mathbb {Z} _{p}}
Trước hết là một bổ đề về căn bậc hai của đơn vị trong trường hữu hạn {\displaystyle \mathbb {Z} _{p}}, trong đó p là số nguyên tố. Chắc chắn rằng 1 và -1 luôn là các căn bậc hai của 1 theo module p. Chúng là hai căn bậc hai duy nhất của 1. Thật vậy, giả sử rằng x là một căn bậc hai của 1 theo module p. Khi đó:
{\displaystyle x^{2}\equiv 1{\pmod {p}}}
{\displaystyle x^{2}-1\equiv 0{\pmod {p}}}
{\displaystyle (x-1)(x+1)\equiv 0{\pmod {p}}}
Từ đó, {\displaystyle x-1} hoặc {\displaystyle x+1} là chia hết cho p. 

### Tiêu chuẩn Miller-Rabin
Bây giờ giả sử p là một số nguyên tố lẻ, khi đó p - 1 là số chẵn và ta có thể viết p − 1 dưới dạng {\displaystyle 2^{s}\cdot m}, trong đó s là một số tự nhiên >=1 và m là số lẻ - Điều này nghĩa là ta rút hết các thừa số 2 khỏi p − 1. Lấy số a bất kỳ trong tập {\displaystyle \{1,\ 2,\dots ,\ p-1\}}.
Xét dãy số {\displaystyle x_{k}=a^{2^{k}.m}} với k=0,1,2,...,s. Khi đó {\displaystyle x_{k}=(x_{k-1})^{2}}, với k=1,2,...,s và {\displaystyle x_{s}=a^{p-1}}
Từ định lý Fermat nhỏ:
{\displaystyle a^{p-1}\equiv 1{\pmod {p}}}
hay
{\displaystyle x_{s}\equiv 1{\pmod {p}}}
hay
{\displaystyle {x_{s-1}}^{2}\equiv 1{\pmod {p}}}.
Do đó,hoặc {\displaystyle x_{s-1}\equiv 1{\pmod {p}}} hoặc {\displaystyle x_{s-1}\equiv -1{\pmod {p}}}.

Nếu {\displaystyle x_{s-1}\equiv -1{\pmod {p}}} ta dừng lại, còn nếu ngược lại ta tiếp tục với {\displaystyle x_{s-2}}.
Sau một số hữu hạn bước
- hoặc ta có một chỉ số k, {\displaystyle 0\leq k\leq s-1} sao cho {\displaystyle x_{k}\equiv -1{\pmod {p}}},
- hoặc tới k = 0 ta vẫn có {\displaystyle x_{k}\equiv 1{\pmod {p}}}.

Ta có mệnh đề Q(p, a) như sau:
Nếu p là số nguyên tố lẻ và {\displaystyle p-1=2^{s}\cdot m} thì {\displaystyle \forall \ a:0<a<p-1}:
- hoặc {\displaystyle x_{k}=a^{2^{k}\cdot m}\equiv 1{\pmod {p}},\ \forall \ k=0,\ 1,\ 2,\dots ,\ s}
- hoặc tồn tại k: {\displaystyle 0\leq k\leq s} sao cho {\displaystyle x_{k}=a^{2^{k}\cdot m}\equiv -1{\pmod {p}}}.

## Số giả nguyên tố
- Theo định lý Fermat nhỏ, với số nguyên tố p ta có {\displaystyle \forall \ a\in \{1,\ 2,\dots ,\ p-1\}}:

{\displaystyle a^{p-1}\equiv 1{\pmod {p}}}
- Định nghĩa. Hợp số n thoả mãn {\displaystyle a^{n-1}\equiv 1{\pmod {n}}} với a nào đó được gọi là số giả nguyên tố Fermat cơ sở a.
- Số Carmichael: Hợp số n là số giả nguyên tố Fermat với mọi cơ sở {\displaystyle a\in \{1,\ 2,\dots ,\ n\}}, ƯCLN(a, n)=1 được gọi là số Carmichael.
- Định nghĩa: Hợp số n được gọi là số giả nguyên tố mạnh Fermat cơ sở a nếu nó thoả mãn mệnh đề Q(n, a).

## Giải thuật kiểm tra Miller-Rabin

### Xác suất trả lời sai
Định lý: nếu n là hợp số dương lẻ thì trong các số {\displaystyle a\in \{2,\dots ,\ n-1\}} tồn tại không quá {\displaystyle {\frac {n-1}{4}}} cơ sở a để n là số giả nguyên tố mạnh Fermat.
Gọi A là biến cố "Số n là hợp số", B là biến cố "Kiểm tra Miller-Rabin trả lời n là số nguyên tố". Khi đó xác suất sai của kiểm tra này là xác suất để số n là hợp số trong khi thuật toán cho câu trả lời TRUE, nghĩa là xác suất điều kiện P(A|B).
Theo định lý trên nếu n là hợp số thì khả năng kiểm tra này trả lời TRUE xảy ra với xác suất không vượt quá {\displaystyle {\frac {1}{4}}}, nghĩa là {\displaystyle P(B|A)\leq {\frac {1}{4}}}. Tuy nhiên để tính xác suất sai của kiểm tra Miller-Rabin cần tính xác suất diều kiện P(A|B). Dựa trên định lý về ước lượng số các số nguyên tố ta đưa ra ước lượng
{\displaystyle P(A)\approx 1-{\frac {2}{\ln n}}\approx {\frac {\ln n-2}{\ln n}}}
Theo định lý Bayes trong lý thuyết xác suất ta có công thức để tính xác suất sai của kiểm tra Miller-Rabin là:
{\displaystyle P(A|B)={\frac {P(B|A)*P(A)}{P(B)}}}
{\displaystyle ={\frac {P(B|A)*P(A)}{P(B|A)P(A)+P(B|{\overline {A}})*P({\overline {A}})}}}
Trong công thức này P(A) đã biết ở trên, {\displaystyle P(B|A)\leq {\frac {1}{4}}}, còn {\displaystyle P(B|{\overline {A}})=1} vì khi n là số nguyên tố thì chắc chắn mệnh đề Q(n, a) là đúng và {\displaystyle P({\overline {A}})=1-P(A)={\frac {2}{\ln n}}}.
Từ đó
{\displaystyle P(A|B)={\frac {P(B|A)*P(A)}{P(B|A)P(A)+P({\overline {A}})}}}
{\displaystyle P(A|B)\approx {\frac {P(B|A)*(\ln n-2)}{P(B|A)*(\ln n-2)+2}}}

### Kiểm tra Miller-Rabin lặp
Theo công thức tính xác suất sai trên đây, với n lớn (cỡ 130 chữ số thập phân), nếu thực hiện phép thử Miller-Rabin chỉ một lần, xác suất sai là khá lớn, tới trên 90%. Để giảm xác suất sai, ta lặp lại phép thử k lần với k số ngẫu nhiên a khác nhau, nếu n vượt qua 50 lần thử thì {\displaystyle P(B|A)\leq {\frac {1}{4^{k}}}}, khi thay vào công thức với 50 lần thử nếu cả 50 lần, phép thử đều "dương tính" thì xác suất sai giảm xuống chỉ còn là một số rất nhỏ không vượt quá {\displaystyle 9\cdot 10^{-29}}.